# Signe Lund-Aspenström
Signe Margareta Sofia Lund-Aspenström (Botkyrka, 28 januari 1922 - Stockholm, 20 juni 2015) was een Zweedse schilderes en beeldend kunstenares. Zij is in 1946 gehuwd met schrijver Werner Aspenström. Samen kregen zij een dochter (Anna) en een zoon (Pontus)(celbioloog aan de universiteit van Uppsala en verbonden aan het Karolinska Instituut in Solna, Stockholm). Hun kleindochter Karin Aspenström (1977) is een Zweeds schrijfster en scenarioschrijfster voor Zweedse tv-series.

## Werk
Signe Lund studeerde aan de schildersschool van Edvin Ollers in de gemeente Orust (Bohuslän) en aan de kunstacademie in Stockholm. Zij illustreerde kinder- en schoolboeken en leverde bijdragen aan diverse Zweedse magazines. Daarnaast illustreerde zij de omslagen voor de boeken van haar echtgenoot.
Werken van Signe Lund-Aspenström zijn o.a. opgenomen in de collecties van het Zweeds Nationalmuseum en het stadsmuseum van Stockholm (Ibidem).